# Gare de Kapellen
Pour l’article ayant un titre homophone, voir Gare de Capellen.
La gare de Kapellen (en néerlandais station Kapellen), est une gare ferroviaire belge de la ligne 12 d'Anvers-Central à la frontière néerlandaise (Roosendael), située sur le territoire de la commune de Kapellen, dans la Province d'Anvers.
Elle est ouverte en 1854 par la Société anonyme des chemins de fer d'Anvers à Rotterdam.
C’est une halte voyageurs de la Société nationale des chemins de fer belges (SNCB) desservie par des trains InterCity (IC) et Suburbains (S). 

## Situation ferroviaire
Établie à environ 9 mètres d'altitude, la gare de Kapellen est située au point kilométrique (PK) 15,0 de la ligne 12 d'Anvers-Central à la frontière néerlandaise (Roosendael), entre les gares de Sint-Mariaburg et d'Heide. S'intercalent les haltes fermées d'Heikestraat et de Kapellenbos.

## Histoire
La station de Kapellen, écrit « Cappellen)», est mise en service le 26 juin 1854 par la Société anonyme des chemins de fer d'Anvers à Rotterdam, lorsqu'elle ouvre à l'exploitation sa ligne d'Anvers à Roosendael (frontière), première section de sa ligne internationale qui se prolonge sur le territoire des Pays-Bas jusqu'à Moerdijk. Le bâtiment de la station est terminé avant l'ouverture de la ligne.

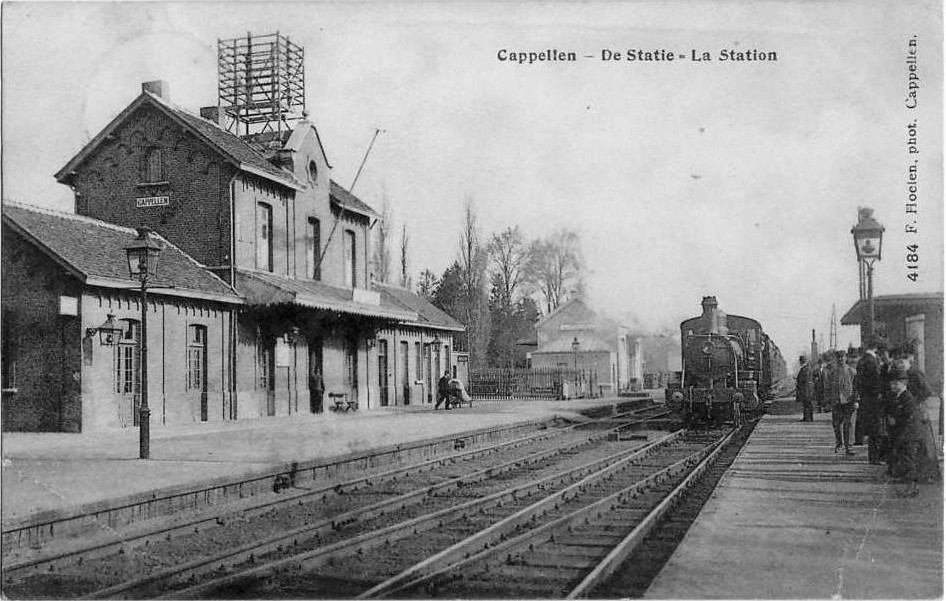
La gare vers 1911.

Le petit édifice provisoire en bois, présent lors de l'inauguration de la ligne, est rapidement remplacé par un bâtiment plus important construit en brique, avec un corps central à trois ouvertures avec un étage et une toiture à deux pans sur comble avec un pignon central, encadré par eux ailes en rez-de-chaussée sous une toiture à deux pans.
Le nom de la gare, qui était « Cappellen » depuis son ouverture, devient « Kapellen » le 2 janvier 1938. 
Les installations comprennent alors une halle et une cour à marchandise desservie par plusieurs voies permettant le chargement et le déchargement des wagons.
Un embranchement militaire partant de la gare reliait la base d'aviation de Brasschaat utilisée uniquement pendant les conflits. 
Dans les années 1950, la partie centrale du bâtiment perd son étage et est fortement altérée[réf. souhaitée]. 
Le 26 mars 1979, une collision entre un train Benelux et un camion transportant une attraction foraine bloqué sur un passage à niveau proche de la gare provoque la mort d'un des forains. La locomotive série 25.5 a complètement déraillé et subi des dégâts importants. Ce passage à niveau a depuis été remplacé par un tunnel. 
Les voies du service marchandises sont déposées en 1984.
En 2005 les quais sont reconstruits en les alternant de chaque côté du passage à niveau pour limiter le temps d'attente des trains pour l'ouverture et la fermeture des barrières. 

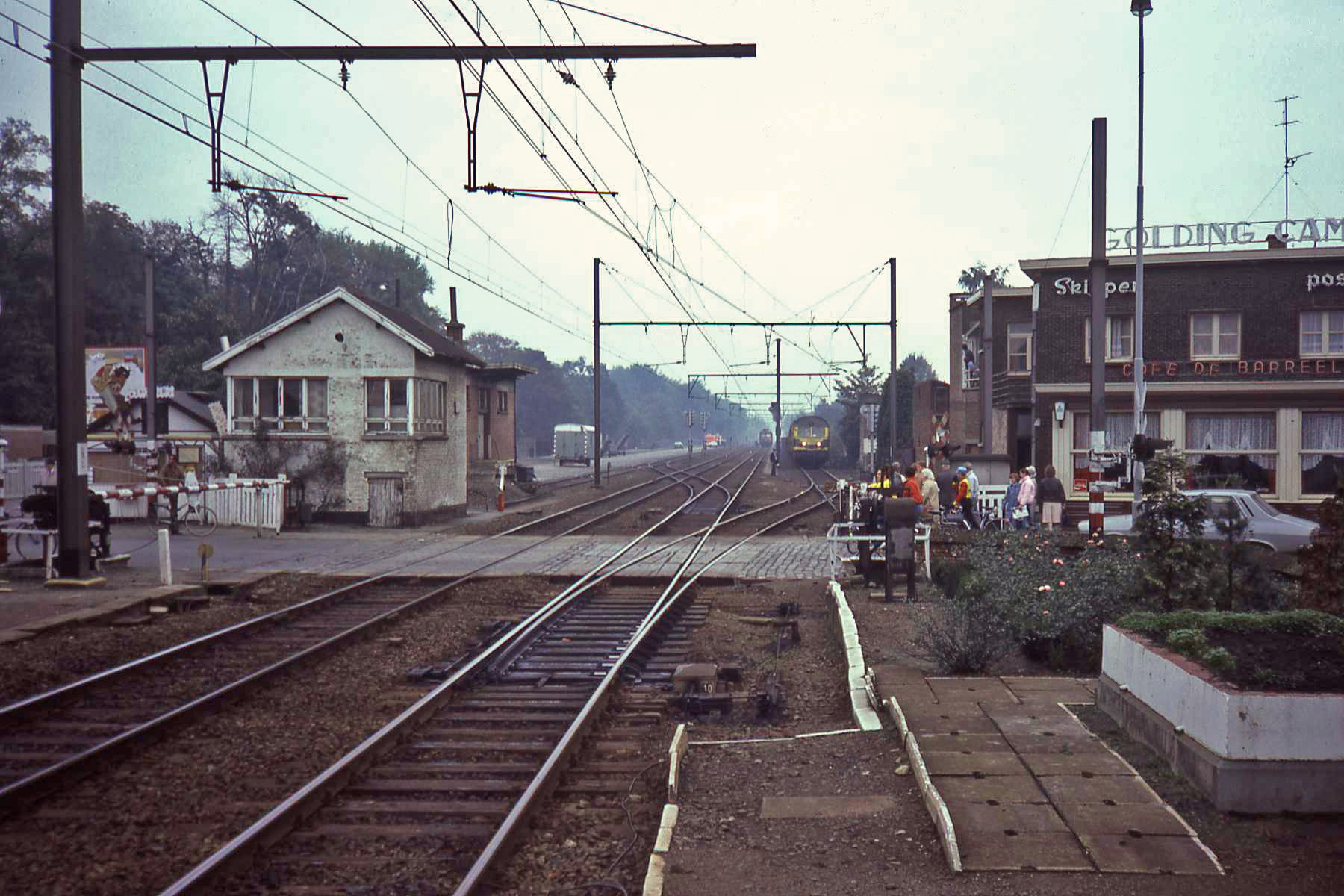
La gare en 1984.
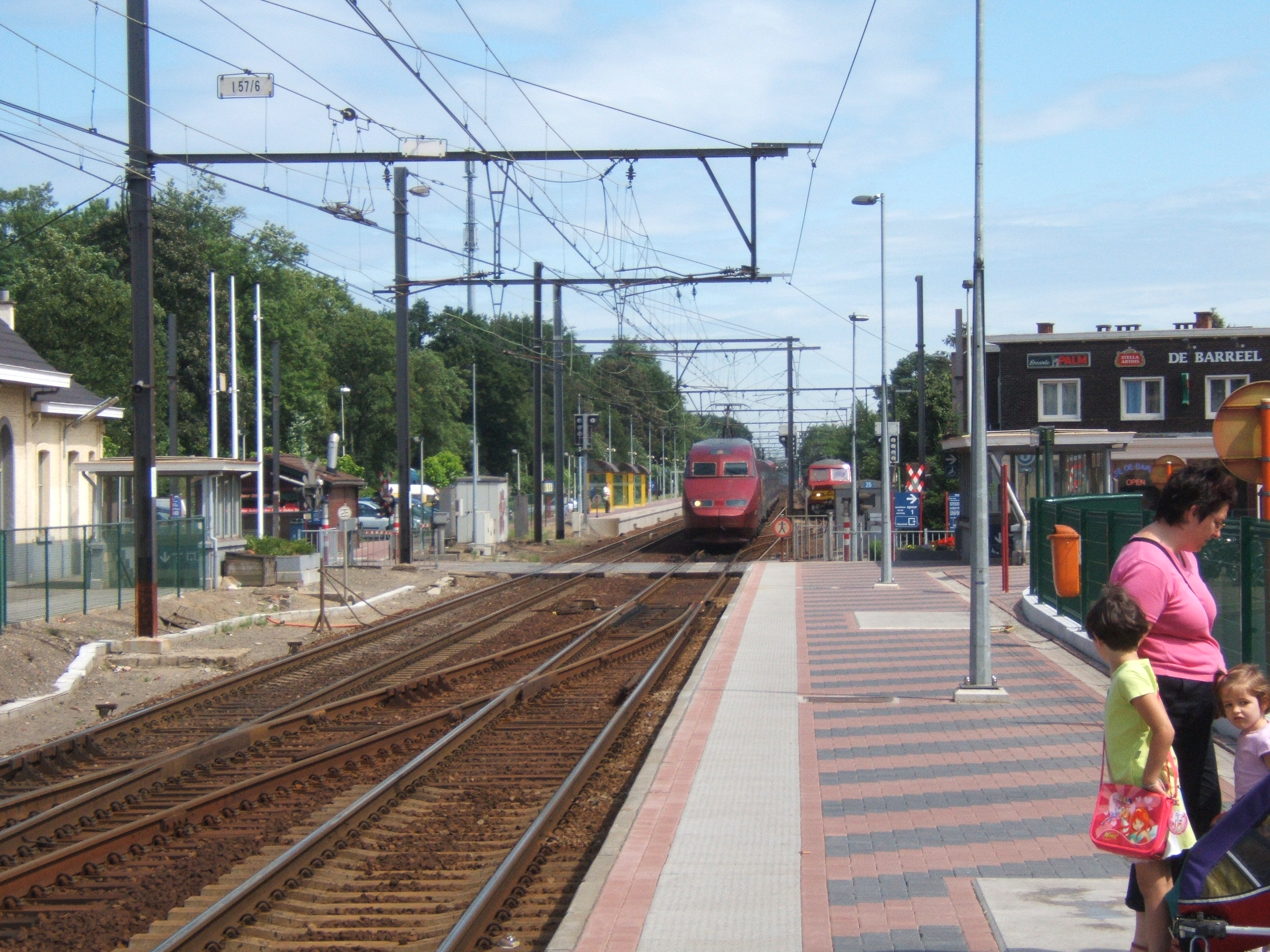
La gare en 2006.
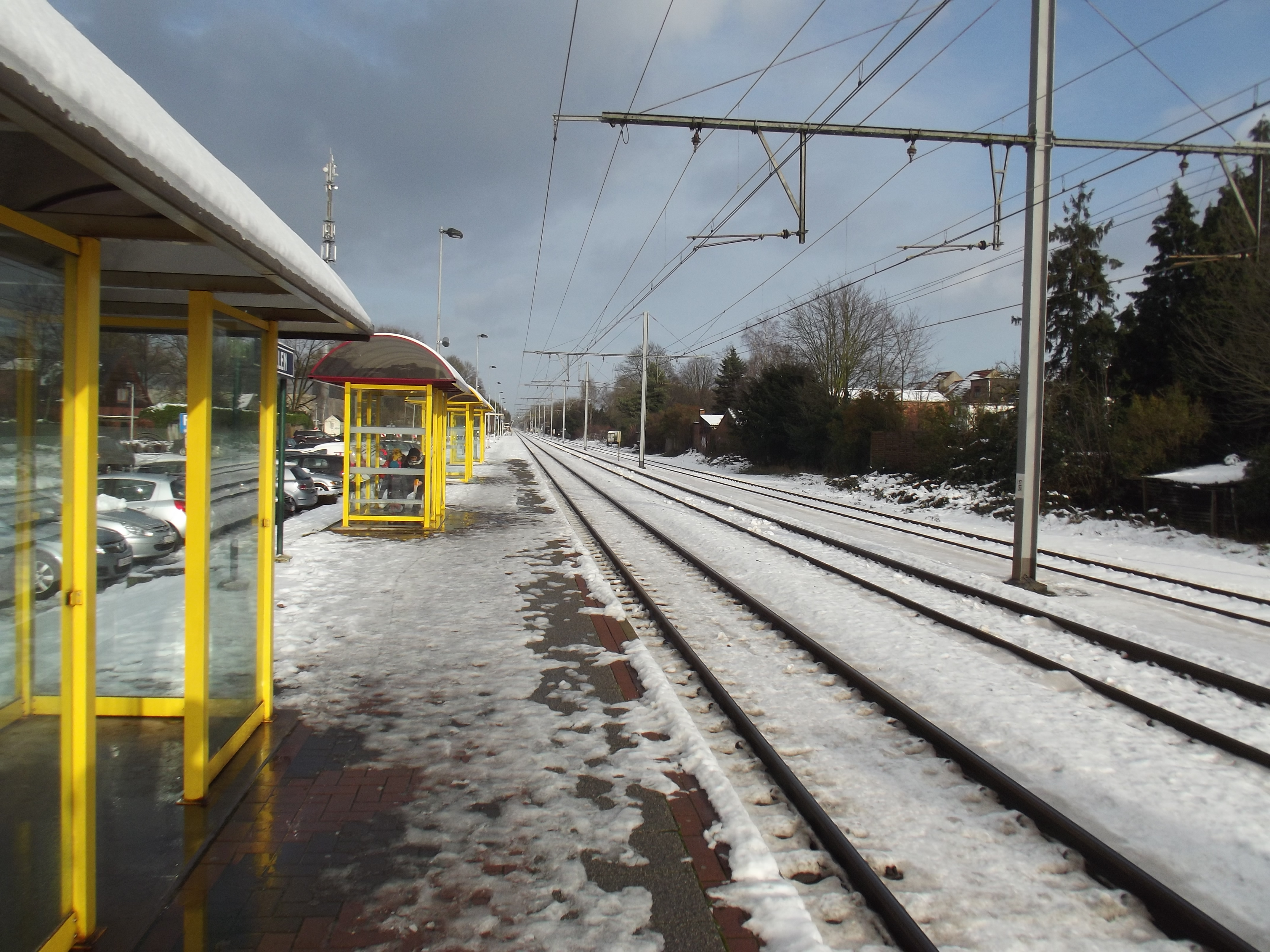
Quai et abris en 2014.

## Service des voyageurs

### Accueil

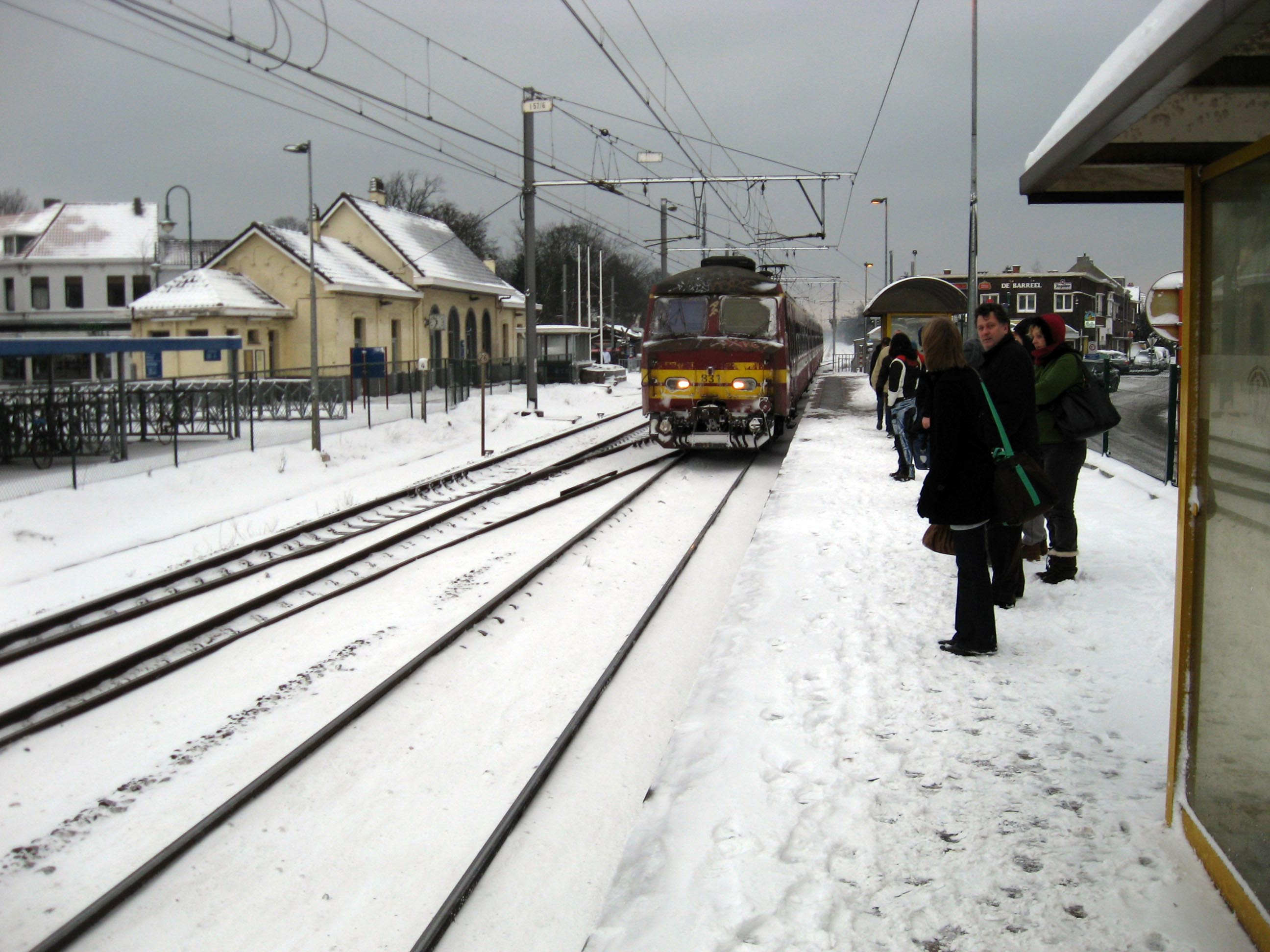
Desserte en décembre 2009.

Gare SNCB, elle dispose d'un bâtiment voyageurs, avec guichet, ouvert du lundi au vendredi. Elle est notamment équipée d'un automate pour l'achat de titres de transport. Un service, des aménagements et équipements sont à la disposition des personnes à mobilité réduite.
La traversée des voies s'effectue par le passage à niveau routier de la Stationstraat, les quais sont situés de part et d'autre.

### Desserte
Kappellen est desservie par des trains InterCity (IC) et Suburbains (S) de la SNCB circulant sur la ligne commerciale 12 (Anvers - Essen - frontière) (voir brochure SNCB).
En semaine, la gare possède trois dessertes régulières, cadencées à l’heure :
- des trains IC-05 reliant Essen à Charleroi-Central via Anvers et Bruxelles ;
- des trains S32 entre Essen et Puers (via Anvers) ;
- des trains S32 entre Rosendael (gare des Pays-Bas située à la frontière) et Puurs.

Un unique train train P Essen - Anvers-Central s'ajoute, tôt le matin.
Les week-ends et jours fériés, seuls circulent les trains S32 entre Rosendael et Puurs (un par heure) ainsi qu'un train P d'Essen à Heverlee (Louvain) le dimanche soir en période scolaire.

### Intermodalité
Un parc pour les vélos (gratuit) et un parking pour les véhicules y sont aménagés.

## Comptage voyageurs
Ce graphique et tableau montre le nombre de voyageurs embarquant en moyenne durant la semaine, le samedi et le dimanche.
| Nombre de passagers qui embarquent à la gare de Kapellen | Nombre de passagers qui embarquent à la gare de Kapellen | Nombre de passagers qui embarquent à la gare de Kapellen | Nombre de passagers qui embarquent à la gare de Kapellen |
|                                                          | Semaine                                                  | Samedi                                                   | Dimanche                                                 |
| -------------------------------------------------------- | -------------------------------------------------------- | -------------------------------------------------------- | -------------------------------------------------------- |
| 1977                                                     | 813                                                      | 180                                                      | 175                                                      |
| 1978                                                     | 850                                                      | 184                                                      | 237                                                      |
| 1979                                                     | 873                                                      | 208                                                      | 161                                                      |
| 1980                                                     | 945                                                      | 224                                                      | 291                                                      |
| 1981                                                     | 960                                                      | 198                                                      | 159                                                      |
| 1982                                                     | 1 108                                                    | 191                                                      | 180                                                      |
| 1983                                                     | 905                                                      | 162                                                      | 154                                                      |
| 1984                                                     | 790                                                      | 174                                                      | 200                                                      |
| 1985                                                     | 863                                                      | 214                                                      | 279                                                      |
| 1986                                                     | 830                                                      | 179                                                      | 240                                                      |
| 1987                                                     | 695                                                      | 202                                                      | 159                                                      |
| 1988                                                     | 692                                                      | 173                                                      | 296                                                      |
| 1989                                                     | 737                                                      | 218                                                      | 245                                                      |
| 1990                                                     | 731                                                      | 254                                                      | 232                                                      |
| 1991                                                     | 755                                                      | 223                                                      | 211                                                      |
| 1992                                                     | 730                                                      | 243                                                      | 222                                                      |
| 1993                                                     | 714                                                      | 237                                                      | 144                                                      |
| 1994                                                     | 728                                                      | 212                                                      | 227                                                      |
| 1995                                                     | 619                                                      | 204                                                      | 145                                                      |
| 1996                                                     | 622                                                      | 225                                                      | 230                                                      |
| 1997                                                     | 696                                                      | 270                                                      | 289                                                      |
| 1998                                                     | 716                                                      | 191                                                      | 146                                                      |
| 1999                                                     | 697                                                      | 234                                                      | 186                                                      |
| 2000                                                     | 726                                                      | 248                                                      | 177                                                      |
| 2001                                                     | 828                                                      | 192                                                      | 176                                                      |
| 2002                                                     | 783                                                      | 206                                                      | 234                                                      |
| 2003                                                     | 842                                                      | 239                                                      | 246                                                      |
| 2004                                                     | 920                                                      | 243                                                      | 291                                                      |
| 2005                                                     | 912                                                      | 323                                                      | 305                                                      |
| 2006                                                     | 899                                                      | 252                                                      | 254                                                      |
| 2007                                                     | 993                                                      | 312                                                      | 260                                                      |
| 2008                                                     | -                                                        | -                                                        | -                                                        |
| 2009                                                     | 992                                                      | 236                                                      | 141                                                      |
| 2010                                                     | -                                                        | -                                                        | -                                                        |
| 2011                                                     | -                                                        | -                                                        | -                                                        |
| 2012                                                     | 1 053                                                    | 408                                                      | 302                                                      |
| 2013                                                     | 1 003                                                    | 323                                                      | 278                                                      |
| 2014                                                     | 1 036                                                    | 298                                                      | 296                                                      |
| 2015                                                     | 1 039                                                    | 294                                                      | 279                                                      |
| 2016                                                     | 1 044                                                    | 522                                                      | 452                                                      |
| 2017                                                     | 1 211                                                    | 375                                                      | 341                                                      |
| 2018                                                     | 1 153                                                    | 375                                                      | 384                                                      |
| 2019                                                     | 1 412                                                    | 390                                                      | 437                                                      |
| 2020                                                     | 954                                                      | 345                                                      | 347                                                      |
| 2021                                                     | -                                                        | -                                                        | -                                                        |
| 2022                                                     | 1 076                                                    | 134                                                      | 110                                                      |
| 2023                                                     | 1 202                                                    | 581                                                      | 551                                                      |
| 2024                                                     | 1 351                                                    | 426                                                      | 350                                                      |

## Patrimoine ferroviaire

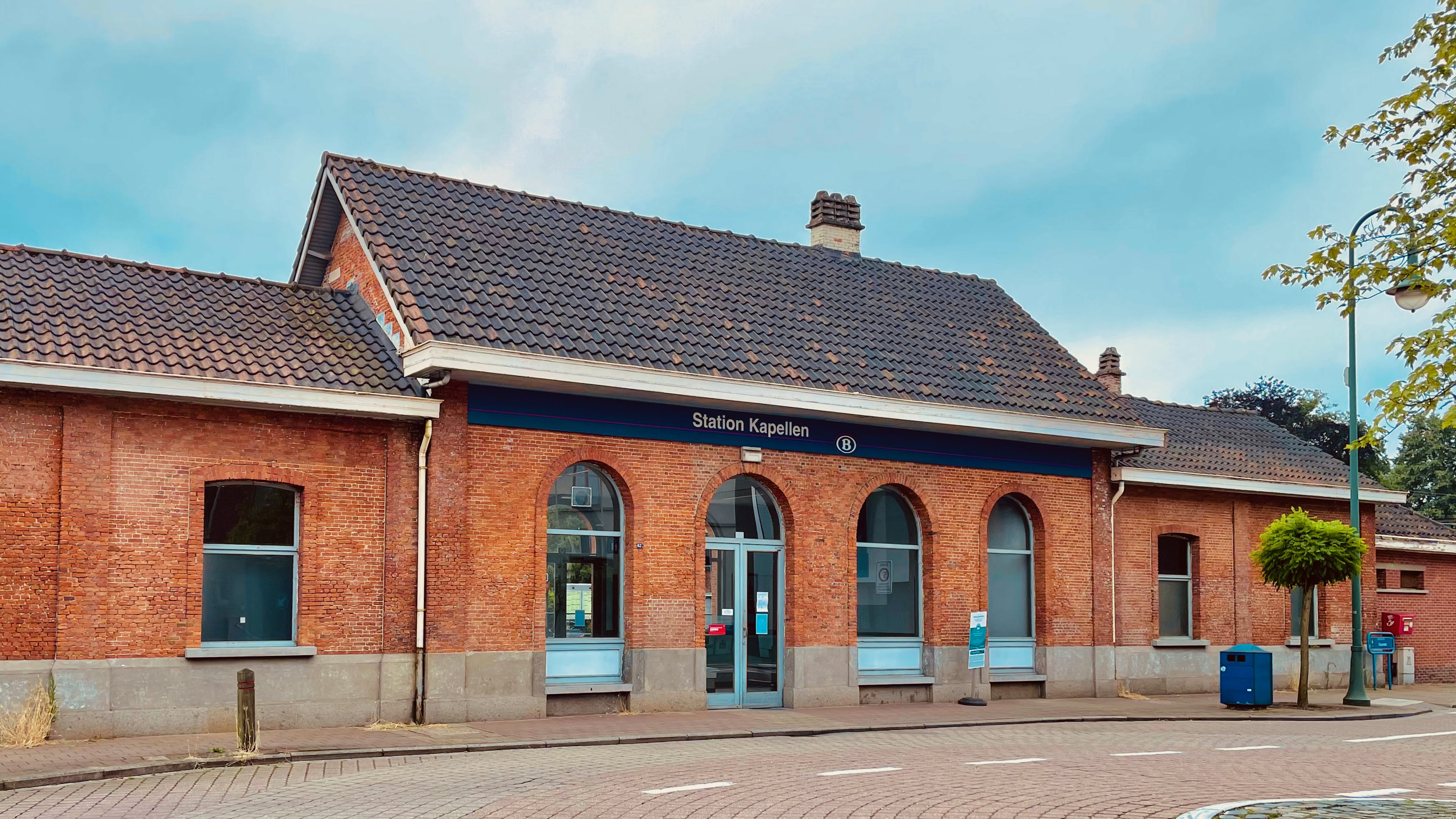
Entrée du bâtiment.

Le bâtiment présent en 2016 a été totalement transformé au fil du temps (voir photos), néanmoins les ailes latérales du rez-de-chaussée sont un vestige de l'édifice d'origine qui était le plus ancien bâtiment en dur de la ligne. La partie centrale a été amputée d'un étage et dotée de nouvelles ouvertures durant la seconde moitié du XXe siècle. 